# Кутерля
Кутерля́ (рос. Кутерля) — село у складі Червоногвардійського району Оренбурзької області, Росія.

## Населення
Населення — 227 осіб (2010; 303 у 2002).
Національний склад (станом на 2002 рік):
- росіяни — 73 %